# Суремфаа
Суремфаа або Сваргадео Раджесвар Сінгха (асам.: স্বৰ্গদেউ ৰাজেশ্বৰ সিংহ) — четвертий син Сукрунгфаа і цар Ахому після смерті свого брата Суненфаа.

## Правління
Перше, що зробив Суремфаа, зійшовши на престол, було вигнання його молодшого брата Моганмали Гохейна зі столиці: цар призначив його намісником Нампура, містечка на околицях держави. Столицею за часів правління Суремфаа було місто Рангпур.
Цар був дуже набожним індуїстом. Він збудував безліч храмів і подарував брахманам значні земельні володіння. Невдовзі після вступу на престол цар здійснив тривале паломництво до Ґувахаті, де відвідав місцеві храми.
Також Суремфаа опікувався науковцями та щедро обдаровував їх.
Помер Раджесвар Сінгха 1769 року після серйозної 20-денної хвороби.